# فومي ناكاجيما
فومي ناكاجيما (باليابانية: 中島史恵؛ بالكانا: なかじま ふみえ) هي تارينتو يابانية، ولدت في 14 يونيو 1968 في ناغانو في اليابان.